# 阿纽马斯
阿纽马斯是巴西圣保罗州的一个市镇。总面积320.926平方公里，总人口3536人，人口密度11人/平方公里。